# Santa Maria de Mosoll
Santa Maria de Mosoll és una església romànica situada a l'entitat de població de Mosoll, pertanyent al municipi de Das, a la comarca de la Baixa Cerdanya.

## Història

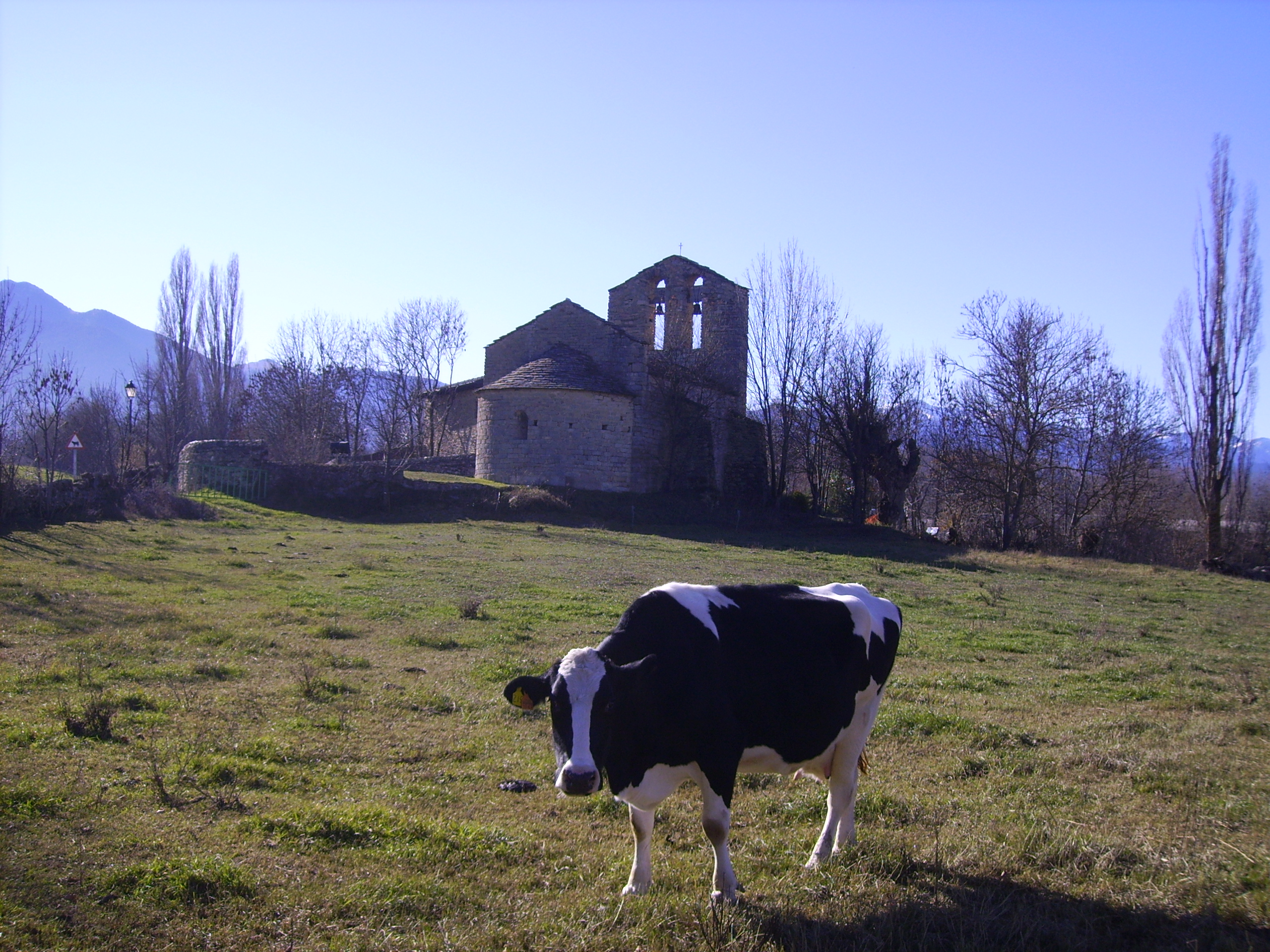
Església de Santa Maria de Mosoll

L'església apareix documentada a l'acta de consagració de la Seu d'Urgell, de final del segle x. Va pertànyer al monestir de Sant Martí del Canigó i va patir, com tantes altres esglésies de la Cerdanya, el saqueig i incendi per part de les tropes càtares del comte de Foix i el vescomte de Castellbò el 1198. També va sofrir un incendi causat per Arnau de Saga.

## Edifici
És de planta rectangular composta d'una nau amb un absis semicircular amb volta de canó apuntat, amb uns arcs rebaixats als murs laterals per situar-hi uns altars i una fornícula per a la pica baptismal. Unes petites finestres s'obren orientades als diferents punts cardinals excepte el nord.
En unes excavacions en el paviment portades a terme l'any 1975 van aparèixer, ocupant tota la planta, una trentena de sitges ovoides a tocar l'una de l'altra. Les seves mides són, aproximadament, d'un metre de diàmetre i un i mig de profunditat. Segons alguns arqueòlegs, eren sepultures, però també n'hi ha que creuen que eren sitges anteriors a la construcció de l'església.
A la part exterior no té cap element decoratiu. Destaca el campanar de cadireta o espadanya de dos ulls i amb l'amplada de tota la façana.

## Pintura

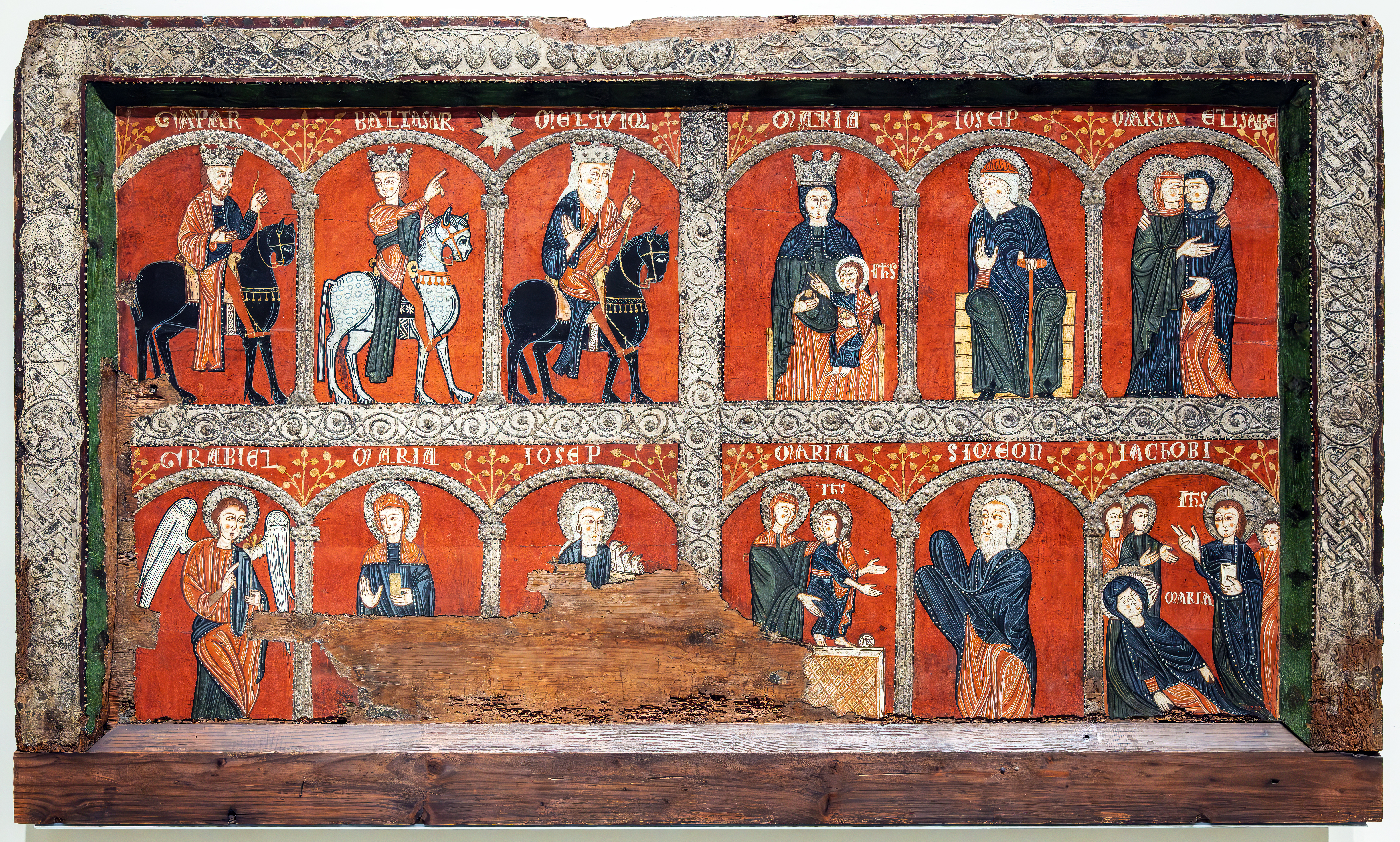
Frontal d'Altar de Mosoll, actualment conservat al MNAC.

Un frontal d'altar sobre fusta del segle xiii amb diverses escenes que representen l'Adoració dels Mags, Maria amb Jesús, la Presentació, l'Anunciació i la Dormició de la Verge es conserva al Museu Nacional d'Art de Catalunya, a Barcelona.
Queden restes de pintura mural amb el pantocràtor i apostolat als murs de l'absis.